# Pałac Wiatrów
Pałac Wiatrów, także Hawa Mahal (hindi हवा महल havā mahal) – pałac w Jaipurze, wzniesiony w 1799 roku z inicjatywy maharadży Sawai Pratapa Singha (1778–1803), doskonały przykład architektury radźputów. Budowla z czerwonego piaskowca z monumentalną fasadą stanęła przy jednej z głównych ulic Jaipuru, aby umożliwić damom dworu obserwowanie życia codziennego miasta – w fasadzie budowli znajdują się 953 małe zabudowane transenną balkony tzw. dżarokh.
W budynku mieści się Muzeum Archeologiczne z kolekcją rzeźb i wyrobów lokalnego rzemiosła. Najstarsze eksponaty pochodzą z II wieku p.n.e.

## Nazwa
Nazwa Pałac Wiatrów została nadana budowli z uwagi na jej lekką konstrukcję i panującą we wnętrzach lekką, chłodną „bryzę”.  

## Historia
Pałac został wzniesiony w 1799 roku z inicjatywy maharadży Sawai Pratapa Singha, panującego w latach 1778–1803, patrona literatury, sztuki i architektury. Pratapa Singh dedykował pałac Krysznie, stąd fasada budowli przypomina kształtem mukut – koronę Kryszny. Projekt wykonał Lal Chand Ustad. Budowla stanęła w południowo-wschodnim rogu kompleksu pałacowego maharadży sarahad. 
Nie zachowały się żadne dokumenty odnośnie do oryginalnego przeznaczenia pałacu. Pałac został zbudowany w okresie, kiedy restrykcyjnie przestrzegano praktyki purdah – uniemożliwiania publicznej obserwacji kobiet. Stąd powszechne przekonanie, że budowla stanęła by umożliwić damom dworu obserwowanie z ukrycia życia codziennego miasta. 
Z pałacu roztacza się widok na Jantar Mantar – średniowieczne obserwatorium i na cały Jaipur.

## Architektura
Powstały z czerwonego piaskowca pałac to struktura okalająca dwa dziedzińce z monumentalną fasadą w części wschodniej. Pięciopiętrowa fasada z 953 małymi, zabudowanymi transenną balkonami tzw. dżarokhami przypomina ul. Dekoracyjna fasada bazuje na powtarzanym w pionie i w poziomie motywie trzech dżarokh złożonych z trzech elementów – większego oflankowanego dwoma mniejszymi. Trzy piętra zdobione w ten sposób nakryte są dwoma piętrami wieńczącymi budowlę. Czwarte piętro powtarza motyw potrójnych dżarokh o zmiennej wysokości, by utworzyć zwieńczenie. Ostatnie, piąte piętro dźwiga dach bangaldar. Wszystkie piętra są wąskie, mieszcząc jedno pomieszczenie, a ściany budowli mają jedynie 20 cm grubości.